# Alex Wilson (athlétisme, 1905)
Pour les articles homonymes, voir Alex Wilson et Wilson.
Alex Wilson (né le 1er décembre 1905 et décédé le 10 décembre 1994) est un ancien athlète canadien.

## Jeux olympiques
- Jeux olympiques d'été de 1928 à Amsterdam  Pays-Bas:
  -  Médaille de bronze en relais 4 × 400 m.
- Jeux olympiques d'été de 1932 à Los Angeles  États-Unis:
  -  Médaille d'argent sur 800m.
  -  Médaille de bronze sur 400m.
  -  Médaille de bronze en relais 4 × 400 m.